# Diócesis de Teggiano-Policastro
La diócesis de Teggiano-Policastro (en latín: Dioecesis Dianensis-Policastrensis y en italiano: Diocesi di Teggiano-Policastro) es una circunscripción eclesiástica de la Iglesia católica en Italia. Se trata de una diócesis latina, sufragánea de la arquidiócesis de Salerno-Campagna-Acerno. Desde el 26 de noviembre de 2011 su obispo es Antonio De Luca, de la Congregación del Santísimo Redentor.

## Territorio y organización

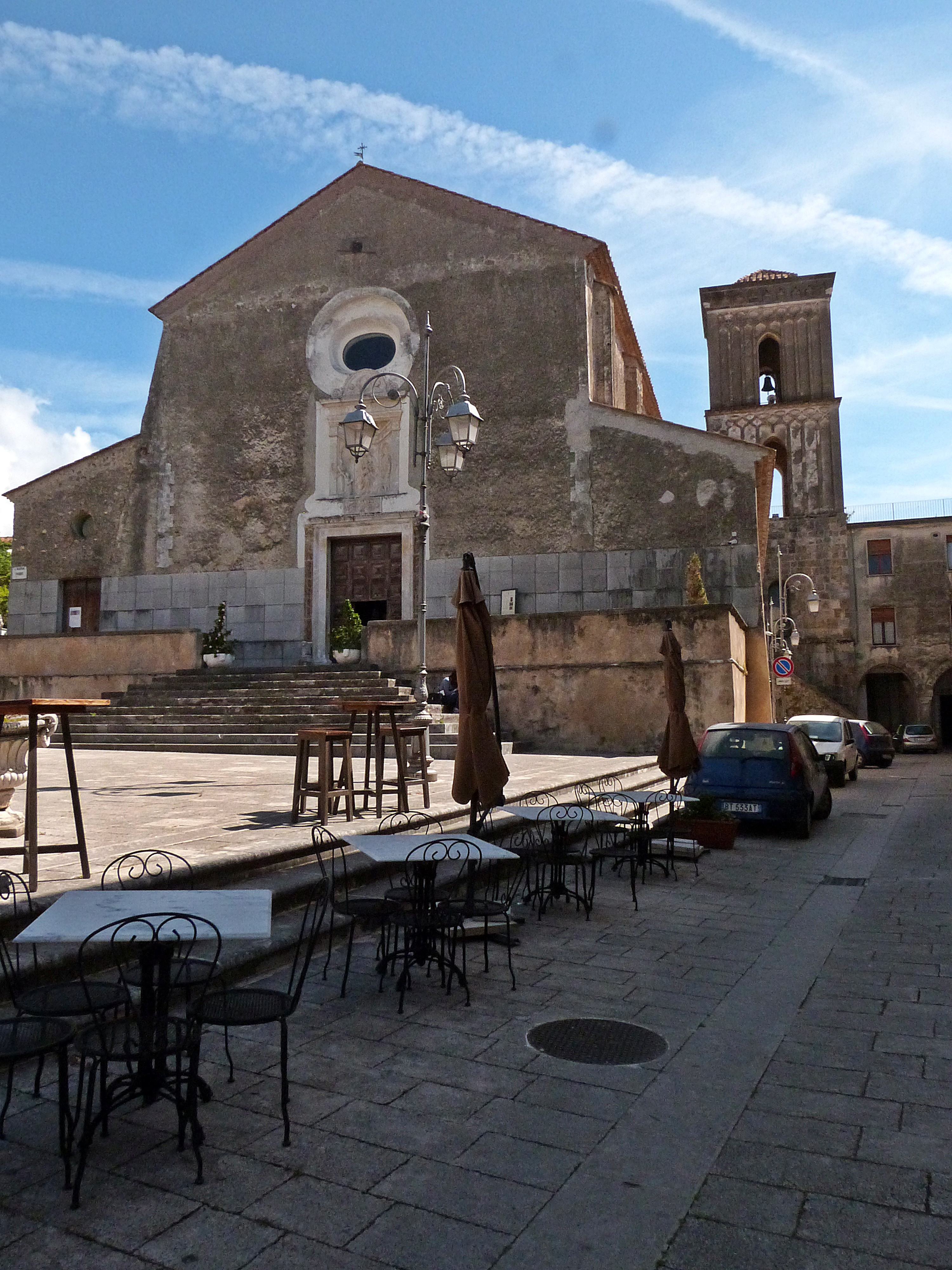
Concatedral de Santa María Asunta, en Policastro Bussentino

La diócesis tiene 1986 km² y extiende su jurisdicción sobre los fieles católicos de rito latino residentes en parte de la región de Campania, comprendiendo 41 comunas de la provincia de Salerno: Aquara, Atena Lucana, Bellosguardo, Buonabitacolo, Camerota, Casalbuono, Casaletto Spartano, Caselle in Pittari, Castelcivita, Celle di Bulgheria, Controne, Corleto Monforte, Ispani, Monte San Giacomo, Montesano sulla Marcellana, Morigerati, Ottati, Padula, Pertosa, Petina, Polla, Postiglione, Roccagloriosa, Roscigno, Sala Consilina, San Giovanni a Piro, San Pietro al Tanagro, San Rufo, Santa Marina, Sant'Angelo a Fasanella, Sant'Arsenio, Sanza, Sapri, Sassano, Serre, Sicignano degli Alburni, Teggiano, Torraca, Torre Orsaia, Tortorella y Vibonati.

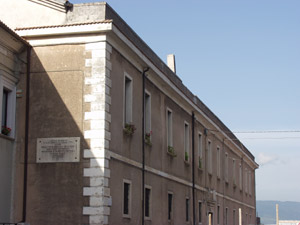
Seminario episcopal en Teggiano

La sede de la diócesis se encuentra en la ciudad de Teggiano, en donde se halla la Catedral de Santa María la Mayor. En Policastro Bussentino (una fracción de Santa Marina) se halla la Concatedral de Santa María Asunta.
En 2022 en la diócesis existían 81 parroquias agrupadas en 7 foranías: Teggiano-Sala, Polla, Sicignano degli Alburni, Sant'Angelo a Fasanella, Padula-Montesano, Policastro y Camerota, a su vez agrupadas en 3 zonas pastorales: Fasanella e Alburni, Vallo di Diano y Policastro e Camerota.

## Historia
La diócesis actual es el resultado de la unión plena, sancionada en 1986, de dos diócesis anteriores, la de Policastro y la de Diano, ciudad que tomó el nombre de Teggiano en 1882.

### Diócesis de Policastro
La diócesis de Policastro tiene sus orígenes en la antigua diócesis de Bussento, erigida alrededor del siglo V. Sólo hay dos obispos históricamente confirmados de esta diócesis: Rusticus, presente en los sínodos romanos de 501 y 502 convocados por el papa Símaco; y Sabbatius, que participó en el concilio romano de 649 contra el monotelismo. Además, por una carta de Gregorio Magno en 592, se sabe que en ese año la sede estaba vacante, y el papa encargó a Felice, obispo de Agropoli, visitar la diócesis.
Después de mediados del siglo VII no se tienen más noticias de la diócesis, que probablemente fue suprimida durante las guerras iconoclastas, que a partir del siglo VIII alejaron parte del sur de Italia de la jurisdicción eclesiástica de Roma y la unieron con la del patriarcado de Constantinopla. Esto determinó, al menos en Cilento, la desaparición de las antiguas diócesis sustituidas por eparquías monásticas, incluidas las de Mercurion, Latinianon y Lagonegro. Dos monasterios monásticos, San Pietro y San Giovanni Battista, fueron erigidos en Policastro por el patriarca Polieucto de Constantinopla y hubo muchos monasterios griegos que surgieron en la región, incluidos los de San Giovanni a Piro y San Cono di Camerota.
Con la llegada de los normandos y el paulatino fin de la dominación bizantina, los papas procedieron a la reorganización eclesiástica de esos territorios. La diócesis de Policastro fue erigida el 24 de marzo de 1058 mediante una bula del papa Esteban IX al arzobispo Alfano de Salerno, a quien el pontífice concedió la potestas para elegir y consagrar al obispo para la nueva diócesis. Recién el 22 de octubre de 1067 Alfano ordenó al monje Pedro de Pappacarbone tomar posesión de la diócesis e introducir el rito latino en las iglesias y monasterios; pero no fue hasta 1079, después de haber sido expulsado, que Pedro pudo regresar pacíficamente a Policastro y comenzar su mandato episcopal efectivo.
En 1552 Policastro fue destruida por los turcos y los obispos fijaron temporalmente su residencia en Torre Orsaia; y quizás más tarde también en Padula, donde en 1567 se celebró un sínodo diocesano. Todavía en 1650, el obispo Pietro Magri trasladó de nuevo la residencia a Torre Orsaia por razones de seguridad. En 1596 el obispo Filippo Spinelli estableció el seminario diocesano en el palacio episcopal de Policastro.
El 21 de septiembre de 1850, al mismo tiempo que se erigía la diócesis de Diano, la abadía nullius de Bosco fue suprimida y los territorios de Bosco y Licusati fueron anexados a la diócesis de Policastro mediante la bula Ex quo imperscrutabili.
El 21 de octubre de 1898, mediante el decreto Illud semper de la Sagrada Congregación Consistorial adquirió Maratea y sus cuatro parroquias de la diócesis de Cassano all'Jonio.
En 1924 la diócesis fue confiada bajo administración apostólica a Francesco Cammarota, obispo de Capaccio-Vallo; por lo que en 1927 el mismo obispo fue nombrado también obispo de Policastro, dando origen a una unión in persona episcopi que finalizó con la muerte del obispo el 15 de diciembre de 1935.
El 8 de septiembre de 1976, para conformar los límites eclesiásticos con los de las regiones civiles, la diócesis de Policastro cedió las parroquias ubicadas en la provincia de Potenza, en las comunas de Lagonegro, Latronico, Lauria, Maratea, Nemoli, Rivello y Trecchina a la diócesis de Anglona-Tursi.
En el momento de la plena unión con Teggiano, la diócesis de Policastro incluía 30 parroquias en las comunas de Camerota (4), Casaletto Spartano (3), Caselle in Pittari (1), Celle di Bulgheria (2), Ispani (3), Morigerati (2), Roccagloriosa (2), San Giovanni a Piro (3), Sapri (2), Santa Marina (2), Torraca (1), Torre Orsaia (2), Tortorella (1) y Vibonati (2).

### Diócesis de Diano (Teggiano)
La diócesis de Diano fue erigida el 21 de septiembre de 1850 mediante la bula Ex quo inscrutabili del papa Pío IX; la mayor parte del territorio se obtuvo del de la diócesis de Capaccio, que al año siguiente tomó el nombre de diócesis de Capaccio y Vallo; Porciones más pequeñas fueron adquiridas por la arquidiócesis de Salerno (el pueblo de Castelluccio Cosentino) y por la diócesis de Cava (la comuna de Sant'Arsenio). Diano, que en 1882 tomó el nombre de Teggiano, había sido en el pasado, a partir de 1586 y durante largos períodos, la sede temporal de los obispos de Capaccio.
El obispo Oronzo Caldarola celebró los primeros sínodos diocesanos, en 1922 y 1943. En 1958 Felicissimo Stefano Tinivella convocó un congreso eucarístico mariano diocesano.
El 15 de octubre de 1979, mediante el decreto Quo aptius, la diócesis amplió su territorio con la anexión de 3 parroquias (San Pietro di Polla, San Benedetto di Polla y Pertosa), hasta entonces dependientes de los abades de la Santísima Trinidad de Cava de' Tirreni.
En el momento de la plena unión con Policastro, la diócesis de Teggiano incluía 51 parroquias en las comunas de Aquara, Atena Lucana, Bellosguardo, Buonabitacolo, Casalbuono, Castelcivita, Controne, Corleto Monforte, Monte San Giacomo, Montesano sulla Marcellana, Ottati, Padula, Pertosa, Petina , Polla, Postiglione, Roscigno, Sala Consilina, Sant'Angelo a Fasanella, Sant'Arsenio, San Pietro al Tanagro, San Rufo, Sanza, Sassano, Serre, Sicignano degli Alburni y Teggiano.

### Las sedes unidas
El 16 de septiembre de 1980, Umberto Luciano Altomare, obispo de Teggiano, fue nombrado también obispo de Policastro, uniendo así in persona episcopi a las dos diócesis.
El 30 de septiembre de 1986, mediante el decreto Instantibus votis de la Congregación para los Obispos, la unión se hizo plena y la diócesis resultante asumió su nombre actual. El primer obispo después de la unificación fue Bruno Schettino, del clero de Nola, nombrado el 11 de febrero de 1987.

## Estadísticas
Según el Anuario Pontificio 2023 la diócesis tenía a fines de 2022 un total de 115 000 fieles bautizados.
de 
| Año                                                                             | Población            | Población | Población      | Sacerdotes | Sacerdotes    | Sacerdotes    | Bautizados por sacerdote | Diáconos permanentes | Religiosos | Religiosos | Parroquias |
| Año                                                                             | Bautizados católicos | Total     | % de católicos | Total      | Clero secular | Clero regular | Bautizados por sacerdote | Diáconos permanentes | Varones    | Mujeres    | Parroquias |
| ------------------------------------------------------------------------------- | -------------------- | --------- | -------------- | ---------- | ------------- | ------------- | ------------------------ | -------------------- | ---------- | ---------- | ---------- |
| Diócesis de Policastro                                                          |                      |           |                |            |               |               |                          |                      |            |            |            |
| 1950                                                                            | 70 000               | 70 000    | 100.0          | 85         | 70            | 15            | 823                      |                      | 16         | 106        | 41         |
| 1970                                                                            | 80 883               | 80 883    | 100.0          | 69         | 50            | 19            | 1172                     |                      | 20         | 142        | 44         |
| 1980                                                                            | 40 000               | 40 750    | 98.2           | 35         | 32            | 3             | 1142                     |                      | 3          | 49         | 31         |
| Diócesis de Teggiano                                                            |                      |           |                |            |               |               |                          |                      |            |            |            |
| 1950                                                                            | 89 970               | 90 000    | 100.0          | 100        | 82            | 18            | 899                      |                      | 24         | 68         | 50         |
| 1970                                                                            | 93 250               | 93 600    | 99.6           | 84         | 73            | 11            | 1110                     |                      | 13         | 82         | 53         |
| 1980                                                                            | 89 217               | 90 017    | 99.1           | 74         | 63            | 11            | 1205                     |                      | 14         | 132        | 57         |
| Diócesis de Teggiano-Policastro                                                 |                      |           |                |            |               |               |                          |                      |            |            |            |
| 1990                                                                            | 132 600              | 134 000   | 99.0           | 93         | 84            | 9             | 1425                     |                      | 10         | 152        | 81         |
| 1999                                                                            | 137 600              | 138 600   | 99.3           | 84         | 77            | 7             | 1638                     | 2                    | 8          | 120        | 81         |
| 2000                                                                            | 137 400              | 138 600   | 99.1           | 80         | 71            | 9             | 1717                     | 2                    | 14         | 91         | 81         |
| 2001                                                                            | 122900               | 123800    | 99.3           | 80         | 72            | 8             | 1536                     | 2                    | 10         | 85         | 81         |
| 2002                                                                            | 122 600              | 123 500   | 99.3           | 78         | 69            | 9             | 1571                     | 3                    | 10         | 83         | 81         |
| 2003                                                                            | 119 000              | 119 800   | 99.3           | 76         | 69            | 7             | 1565                     | 3                    | 7          | 101        | 81         |
| 2004                                                                            | 118 600              | 119 400   | 99.3           | 76         | 72            | 4             | 1560                     | 3                    | 4          | 98         | 81         |
| 2010                                                                            | 116 400              | 117 200   | 99.3           | 81         | 77            | 4             | 1437                     | 3                    | 5          | 102        | 81         |
| 2014                                                                            | 115 370              | 116 853   | 98.7           | 77         | 74            | 3             | 1498                     | 3                    | 3          | 86         | 81         |
| 2017                                                                            | 114 661              | 115 461   | 99.3           | 78         | 76            | 2             | 1470                     | 6                    | 3          | 81         | 81         |
| 2020                                                                            | 116 380              | 117 280   | 99.2           | 73         | 69            | 4             | 1594                     | 6                    | 5          | 70         | 81         |
| 2022                                                                            | 115 000              | 116 000   | 99.1           | 76         | 72            | 4             | 1513                     | 6                    | 4          | 40         | 81         |
| Fuente: Catholic-Hierarchy, que a su vez toma los datos del Anuario Pontificio. |                      |           |                |            |               |               |                          |                      |            |            |            |

## Episcopologio

### Obispos de Bussento
- Rustico † (antes de 501-después de 502)
  - Sede vacante † (592)
- Sabbazio † (mencionado en 649)

### Obispos de Policastro
- San Pietro Pappacarbone † (1067-1109 renunció)
- Arnaldo † (mencionado en 1111[nota 3])
- Pietro †
- Ottone †
- Goffredo † (?-25 de julio de 1139 falleció)
- Giovanni I † (1166-1 de agosto de 1172 falleció)[nota 4]
- Giovanni II † (mencionado en 1177)[10]
- Anónimo † (mencionado en 1199)[10]
  - Giacomo † (mencionado en 1211) (obispo electo)[10]
- Anónimo de Saponara † (mencionado como "obispo electo" en 1211)[10][nota 5]
- Anónimo † (mencionado en 1214 y 1215)[10]
- T. † (mencionado en 1220 circa)[10]
- Guglielmo de Licio, O.F.M.? † (mencionado en 1222)[10]
- W. † (mencionado antes de 1238)[10]
- Anónimo † (mencionado como "obispo electo" en 1238)[10]
- Fabiano (o Fabrizio) † (antes de octubre de 1254)[11]
- Giovanni Castellonata (o Castellomata) † (octubre de 1254-después de 1258)[10]
- Marco (o Mario)? †[11]
- Anónimo † (mencionado en 1268 y 1271)[10]
- Bartolomeo † (antes de 1276-después de 1278)[10]
- Pagano † (1301-1330)
- Tommaso † (? falleció)
- Francesco Capograsso † (24 de enero de 1353-? falleció)
- Nicola I † (22 de diciembre de 1361-1392 depuesto)
  - Giacomo de Piscillione † (19 de enero de 1386-?) (antiobispo)
- Luca, O.F.M. † (26 de junio de 1392-7 de febrero de 1403 nombrado obispo de Belcastro)
- Nicola I † (7 de febrero de 1403-1417 falleció) (por segunda vez)
- Nicola II, O.S.B.I. † (23 de febrero de 1418-1430 falleció)
- Nicola Principato † (1430-1438)[nota 6]
- Giacomo Lancellotto † (20 de octubre de 1438-1445 falleció)
- Carlo Fellapane, O.E.S.A. † (7 de abril de 1445-?)
- Girolamo della Vigna † (1455-1466)
- Francesco Enrico Languardo, O.P. † (28 de mayo de 1466-1470 nombrado arzobispo de Acerenza y Matera)
- Gabriele Guidano † (8 de septiembre de 1471-1484 falleció)
- Girolamo Almensa (de Armesa), O.P. † (10 de enero de 1485-4 de enero de 1493 falleció)
- Gabriele Altilio † (8 de enero de 1493-1501)
  - Luigi d'Aragona † (1501-22 de abril de 1504 renunció) (administrador apostólico)
- Bernardino Lauri † (22 de abril de 1504-1516 falleció)
- Giovanni Pirro Scorna † (19 de agosto de 1516-6 de febrero de 1530 renunció)
  - Benedetto Accolti † (6 de febrero de 1531-5 de julio de 1535 renunció) (administrador apostólico)
  - Andrea Matteo Palmieri † (5 de julio de 1535-20 de enero de 1537 falleció) (administrador apostólico)
- Fabrizio Arcella † (5 de marzo de 1537-1542 renunció)
  - Uberto Gambara † (9 de enero de 1542-7 de junio de 1543 renunció) (administrador apostólico)
- Nicola Francesco de Massanella (o de Missanello o de Massanello) † (7 de junio de 1543-1577 falleció)
- Ludovico Bentivoglio † (14 de junio de 1577-26 noviembre de 1581 nombrado obispo de Città di Castello)
- Ferdinando Spinelli † (4 de diciembre de 1581-1605 falleció)
- Filippo Spinelli † (1605 por sucesión-6 de junio de 1605 nombrado obispo de Aversa)
- Ilario Cortesi, C.R. † (10 de octubre de 1605-septiembre de 1608 falleció)
- Giovanni Antonio Santonio (o Santorio) † (26 de abril de 1610-mayo de 1628 falleció)
- Urbano Feliceo † (14 de marzo de 1629-1635 falleció)
- Pietro Magri † (1 de octubre de 1635-octubre de 1651 falleció)
- Filippo Giacomo (o de Jacobio) † (26 de agosto de 1652-17 de abril de 1671 renunció)
- Vincenzo Maria de Silva, O.P. † (4 de mayo de 1671-10 de abril de 1679 nombrado obispo de Calvi)
- Tommaso de Rosa † (8 de mayo de 1679-10 de octubre de 1695 falleció)
- Giacinto Camillo Maradei † (2 de abril de 1696-2 de septiembre de 1705 falleció)
- Marco Antonio de Rosa † (14 de diciembre de 1705-28 noviembre de 1709 falleció)
  - Sede vacante (1709-1713)
- Andrea de Robertis † (27 noviembre de 1713-8 de abril de 1747 falleció)
- Giovanni Battista Minucci, O.F.M.Conv. † (15 de mayo de 1747-20 noviembre de 1761 renunció)
- Francesco Pantuliano † (25 de enero de 1762-21 de junio de 1775 falleció)
- Giuseppe de Rosa † (13 noviembre de 1775-circa 1793 falleció)
  - Sede vacante (1793-1797)
- Ludovico Ludovici, O.F.M. † (18 de diciembre de 1797-17 de enero de 1819 falleció)
- Gaetano Barbaroli † (4 de junio de 1819-1823 falleció)
- Nicola Maria Laudisio, C.SS.R. † (3 de mayo de 1824-6 de enero de 1862 falleció)
  - Sede vacante (1862-1872)
- Giuseppe Cione † (23 de febrero de 1872-7 de septiembre de 1898 falleció)
- Giovanni Vescia † (18 de abril de 1899-27 de marzo de 1924 falleció)
  - Sede vacante (1924-1927)
- Francesco Cammarota † (13 de agosto de 1927-15 de diciembre de 1935 falleció)
- Federico Pezzullo † (23 de enero de 1937-10 de septiembre de 1979 falleció)
- Umberto Luciano Altomare † (16 de septiembre de 1980-3 de febrero de 1986 falleció)

### Obispos de Diano (Teggiano)
- Valentino Vignone † (17 de febrero de 1851-1 noviembre de 1857 falleció)
- Domenico Fanelli † (27 de septiembre de 1858-14 de agosto de 1883 falleció)
- Vincenzo Addessi † (24 de marzo de 1884-20 de diciembre de 1903 falleció)
  - Sede vacante (1903-1906)
- Camillo Tiberio † (10 o 14 noviembre de 1906-26 de abril de 1915 falleció)
- Oronzo Caldarola † (8 de mayo de 1916-27 noviembre de 1954 renunció[nota 7])
- Felicissimo Stefano Tinivella, O.F.M. † (9 de marzo de 1955-11 de septiembre de 1961 nombrado obispo coadjutor de Turín)
- Aldo Forzoni † (30 noviembre de 1961-23 de abril de 1970 nombrado obispo de Apuania)
- Umberto Luciano Altomare † (22 de agosto de 1970-3 de febrero de 1986 falleció)

### Obispos de Teggiano-Policastro
- Bruno Schettino † (11 de febrero de 1987-29 de abril de 1997 nombrado arzobispo de Capua)
- Francesco Pio Tamburrino, O.S.B. (14 de febrero de 1998-27 de abril de 1999 nombrado secretario de la Congregación para el Culto Divino y la Disciplina de los Sacramentos)
- Angelo Spinillo (18 de marzo de 2000-15 de enero de 2011 nombrado obispo de Aversa)
- Antonio De Luca, C.SS.R., desde el 26 noviembre de 2011

### Policastro
- (en inglés) La diócesis de Policastro en Catholic Hierarchy
- (en italiano) Antonio Tortorella, Breve cronografia ragionata della diocesi di Teggiano-Policastro, Annuario diocesano 2004-2005, pp. 25-32
- (en italiano) Cronología de los obispos de Policastro (extraído de: Luigi Tancredi, Policastro Bussentino, Nápoles, La Buona Stampa, 1978)
- (en italiano) Rocco Gaetani, L'antica Bussento, oggi Policastro Bussentino e la sua prima sede episcopale, en Gli studi in Italia, V (1882), pp. 366-383
- (en italiano) Francesco Lanzoni, Le diocesi d'Italia dalle origini al principio del secolo VII (an. 604), vol. I, Faenza, 1927, p. 323
- (en italiano) Giuseppe Cappelletti, Le Chiese d'Italia della loro origine sino ai nostri giorni, vol. XX, Venecia, 1866, pp. 361-362 y 367-377
- (en italiano) Vincenzio d'Avino, Cenni storici sulle chiese arcivescovili, vescovili e prelatizie (nullius) del Regno delle Due Sicilie, Nápoles, 1848, pp. 537-539
- (en latín) Ferdinando Ughelli, Italia sacra, vol. VII, segunda edición, Venecia, 1721, col. 542-560
- (en latín) Paul Fridolin Kehr, Italia Pontificia, vol. VIII, Berlín, 1935, pp. 371-372
- (en latín) Norbert Kamp, Kirche und Monarchie im staufischen Königreich Sizilien. Prosopographische Grundlegung. Bistümer und Bischöfe des Königreichs 1194-1266. 1. Abruzzen und Kampanien, Múnich, 1973, pp. 470-476
- (en latín) Pius Bonifacius Gams, Series episcoporum Ecclesiae Catholicae, Graz, 1957, pp. 912-913
- (en latín) Konrad Eubel, Hierarchia Catholica Medii Aevi, vol. 1, p. 404; vol. 2, pp. 217-218; vol. 3, p. 277; vol. 4, pp. 283-284; vol. 5, pp. 318-319; vol. 6, p. 343